# Лески (Хмельницкая область)
Лески (укр. Ліски) — село в Белогорском районе Хмельницкой области Украины.
Население по переписи 2001 года составляло 90 человек. Почтовый индекс — 30222. Телефонный код — 3841. Занимает площадь 0,059 км². Код КОАТУУ — 6820388009.

## Местный совет
30222, Хмельницкая обл., Белогорский р-н, с. Ставищаны, ул. Центральная, 77